# ایسایوو
ایسایوو (به قزاقی: Isayevo) یک منطقهٔ مسکونی در قزاقستان است که در استان آلماتی واقع شده‌است.